# Karl Ludwig (Schleswig-Holstein-Sonderburg-Beck)
Karl Ludwig von Schleswig-Holstein-Sonderburg-Beck (* 18. September 1690; † 22. September 1774 in Königsberg) war Brandenburger Generalleutnant und Gouverneur von Reval.
Er war der Sohn von Friedrich Ludwig (1653–1728) und seiner Frau Luise Charlotte von Schleswig-Holstein-Sonderburg-Augustenburg (1658–1740).
1723 trat er zur katholischen Kirche über. 
1757 wurde er (Titular-)Herzog von Schleswig-Holstein-Sonderburg-Beck, nachdem sein Neffe Oberst Friedrich Wilhelm III. in der Schlacht bei Prag gestorben war, ohne einen Erben zu hinterlassen. Sein Nachfolger war Peter August von Schleswig-Holstein-Sonderburg-Beck.
1762 sollte Karl Ludwig von Zar Peter III. zum Feldmarschall ernannt werden, was er jedoch auf Grund seines Alters ablehnte.

## Familie
Er heiratete 1730 in Dresden Anna Karolina Orzelska (1707–1769). Sie war eine uneheliche Tochter von August dem Starken und der Französin Henriette Rénard-Duval. Das Paar ließ sich nach drei Jahren scheiden. Ihr gemeinsamer Sohn Carl Friedrich (* 5. Januar 1732 in Dresden; † 21. Februar 1772 in Straßburg), war nie verheiratet.